# Turnov
Nota: Não confundir com outra cidade tcheca, Trutnov.
Turnov é uma cidade checa localizada na região de Liberec, distrito de Semily.